# День Шакала (сериал)
«День Шакала» (англ. The Day of the Jackal) — британский драматический телесериал, снятый на основе одноимённого романа Фредерика Форсайта. Экранизация была переосмыслена в современном политическом контексте. В главных ролях — Эдди Редмэйн и Лашана Линч. Премьера состоялась 7 ноября 2024 года на канале Sky Atlantic и стриминговом сервисе Now. На 2025 год запланирован выход второго сезона.

## Сюжет
В Мюнхене происходит заказное убийство. Киллер поражает цель на расстоянии 3815 метров. Его жертвой становится немецкий ультраправый политик Манфред Фест. Разработкой преступления занимается MI6 и агент Бьянка Пуллман, так как следы преступления ведут в Англию. Снайперскую винтовку с разборным стволом, которая позволила вести огонь на таком расстоянии и уйти без привлечения внимания, изготовил на заказ ирландский мастер Норман Сток. Через родственников Нормана Бьянка выходит на оружейника и затем на заказчика.  По почерку убийцы Бьянка догадывается, что, скорее всего, он бывший британский спецназовец, прошедший Афганистан. Преступник обладает навыками изменения внешности, поведения, знает несколько языков, умеет уходить от преследования. Бьянку и руководства сильно беспокоит то, что в отделе, предположительно, есть «крот», помогающий киллеру.
На киллера выходят представители американского магната Тимоти Уинтропа. Его следующей целью должен стать финансовый гений и визионер Уле Даг Чарльз. УДЧ, как его зовут, собирается скоро запустить приложение «Река» («River»), которое, благодаря передовым технологиям, обеспечит тотальную прозрачность всех денежных транзакций. Представители финансовой элиты, опасаясь краха всей системы, собираются остановить «Реку» любой ценой и предлагают киллеру контракт на $100 млн. В переговорах киллера зовут «Шакал», а его жертву «Роден».
У Бьянки проблемы с семьёй, так как она всю себя посвящает работе. У Шакала также есть семья, ребёнок, дом в Испании (в районе Кадиса), и он вынужден лгать супруге Нурие о характере своей деятельности. С первой попытки устранить УДЧ не удаётся, тем не менее, со второго захода, Шакал осуществляет миссию. УДЧ убит во время плавания в море. Запуск «Реки» остановлен. Шакал переживает, так как с ним не расплатились полностью, как за первый, так и второй заказ.  Из 100 млн перевели только 20. Шакал стремится домой к супруге, которая уже догадалась, кто он такой. Бьянка раскапывает прошлое Шакала и оказывается, что он был снайпером спецназа по имени Александр Даган. В военных файлах Александр значился убитым, так как сфальсифицировал свою смерть.
Бьянка, разрывающаяся между семьёй и работой, принимает решение уйти из органов. Однако, её возвращают, предложив последнюю неофициальную миссию – убрать Шакала. Бьянка принимает решение не убивать киллера, а задержать живым и узнать, кто был его заказчик и кто прикрывал его. Она находит дом киллера, проникает внутрь в тот момент, когда Шакал возвращается, чтобы помириться с супругой. Оказывается, что Нурия с ребёнком покинула дом и направилась в аэропорт. Она выбрасывает телефон для связи с мужем. В финальном противостоянии Шакал убивает Бьянку. Далее, пытаясь уйти от преследования, попадает в аварию. В концовке первого сезона Шакал живой и относительно невредимый встречается с Зиной Янсон, обеспечивавшей его связью с заказчиком Уинтропом и прикрытием в случае проблем.	

## В ролях
- Эдди Редмэйн — Шакал / Александр Дагган
- Лашана Линч — Бьянка
- Урсула Корберо — Нурия
- Чарльз Дэнс — Тимоти Уинторп
- Ричард Дормер — Норман Сток
- Чуквуди Ивуджи — Осита Хэлкроу
- Лия Уильямс — Изабель Кирби
- Халид Абдалла — Улле Даг Чарльз
- Элеонора Мацуура — Зина Янсон
- Джонджо О’Нил — Эдвард Карвер
- Суле Рими — Пол Пулман
- Кейт Дики — Элисон Сток
- Патрик О'Кейн — Ларри Сток

## Производство
Проект сериала был анонсирован в ноябре 2022 года компанией Carnival Films совместно со Sky и Peacock. Сценаристом и шоураннером стал Ронан Беннетт, а Брайан Кирк — режиссёром. Эдди Редмэйн стал исполнительным продюсером сериала совместно с компанией Carnival Films в апреле 2023 года.
В марте 2023 года Редмэйн получил главную роль в сериале. В июне 2023 года к актёрскому составу присоединилась Лашана Линч, в феврале 2024 года — Урсула Корберо, Чарльз Дэнс, Ричард Дормер и Чуквуди Ивудзи.
Съёмки сериала, которые прошли в четырёх странах мира и продлились семь месяцев, начались в июне 2023 года. Съёмки начались в Будапеште и соседних регионах. Съёмки также проходили в Вене в июле 2023 года. Съёмки в Хорватии прошли осенью 2023 года. Хорватские локации включают Риеку, Паг, Дубровник и центральный регион Истрия.
Премьера сериала в Великобритании состоялась на телеканале Sky Television и стриминговой платформе NOW TV в 2024 году.

## Список эпизодов
| № общий | № в сезоне | Название           | Режиссёр        | Автор сценария  | Дата премьеры   | Зрители (млн) |
| --- | ---------- | ------------------ | --------------- | --------------- | --------------- | ------------- |
| 1 | 1          | «Первый эпизод»    | Брайан Кирк     | Ронан Беннетт   | 7 ноября 2024   | н/д           |
| 2 | 2          | «Второй эпизод»    | Брайан Кирк     | Ронан Беннетт   | 7 ноября 2024   | н/д           |
| 3 | 3          | «Третий эпизод»    | Брайан Кирк     | Ронан Беннетт   | 7 ноября 2024   | н/д           |
| 4 | 4          | «Четвёртый эпизод» | Энтони Филипсон | Ронан Беннетт   | 7 ноября 2024   | н/д           |
| 5 | 5          | «Пятый эпизод»     | Энтони Филипсон | Джессика Синьяр | 7 ноября 2024   | н/д           |
| В Таллине Шакал вынужден включить Зину в свой план. В Испании Нурия становится более скептически настроенной к его истории. Шакал связывается со Стоуком, чтобы изготовить оружие для убийства Улле. Однако, поскольку Норман был ранен, сбегая от Бьянки, Шакал отправляется в Будапешт, чтобы помочь ему собрать оружие. Они строят оружие на 3D-принтере, чтобы спрятать его в ортопедическом ботинке. Стоук признается, что ему помог сбежать кто-то из МИ-6. Вернувшись в Лондон, после нападения Ларри, муж и дочь Бьянки уходят из дома. Бьянка и Винсент пытают Ларри, чтобы узнать местонахождение Стоука. Узнав, что он в Будапеште, Бьянка также раскрывает, что Улле является целью Шакала. МИ-6 отслеживает местонахождение Стоука, побуждая Бьянку и Винсента прибыть в Будапешт. Шакал видит, как они приближаются к мастерской Стоука, и предупреждает его, но Стоука захватывают. Шакал вынужден убить Стоука, чтобы замести следы, прежде чем чудом уйти от преследования Бьянки. Однако, когда он прятался в амбаре, его вырубает фермер. |            |                    |                 |                 |                 |               |
| 6 | 6          | «Шестой эпизод»    | Пол Вильшурст   | Чарльз Камминг  | 14 ноября 2024  | н/д           |
| Взятый в плен фермером Аттилой, Шакал пытается договориться о его освобождении. Когда это не удается, он убивает Аттилу и его брата Габора, прежде чем взять в заложники батрака Ласло, чтобы сбежать. Команда Бьянки узнает о смертях и начинает расследование. Шакал звонит Нурии, чтобы признаться, что он может не вернуться домой. Она предлагает помочь ему, приехав в Будапешт. Улле, готовящийся к запуску River, сталкивается с сопротивлением своего правления, которое он игнорирует. Вернувшись в Будапешт во время общенациональной охоты на него, Шакал отпускает Ласло, а не убивает его, угрожая ему молчанием. Нурия прибывает в город и помогает Шакалу замаскироваться под пожилого инвалида-колясочника, чтобы пройти таможню. По иронии судьбы, он сидит позади Бьянки в самолете в Таллин. По прибытии Шакал заманивает и соблазняет Расмуса, рабочего, с которым он ранее встречался на месте. |            |                    |                 |                 |                 |               |
| 7 | 7          | «Седьмой эпизод»   | Пол Вильшурст   | Шийам Попат     | 21 ноября 2024  | н/д           |
| Шакал просит Зину помочь разобраться с Бьянкой и Винсентом. Зина посылает отряд, чтобы напасть на них возле британского посольства, но Бьянка и Винсент убивают нападавших. Брат Нурии, Альваро, берет большую сумму денег и пистолет из хранилища Шакала для деловой сделки, которую Шакал тайно наблюдает на камеру. Шакал, выдавая себя за архитектора, продолжает обманывать Расмуса, чтобы получить доступ к месту проведения. Полицейский опознает Шакала по фотороботу. Бьянка и Винсент совершают набег на его бывший Airbnb, но он остается с Расмусом. Шакал проникает на место проведения и использует схемы здания, которые Расмус дал ему, чтобы найти укрытие, прибывая до того, как служба безопасности Улле заблокирует здание за два дня до назначенного срока. Пока он ждет, он вспоминает о начале своих отношений с Нурией. Запуск начинается, и Шакал занимает позицию для выстрела. Однако за несколько секунд до того, как он получает свой шанс, другой убийца пытается застрелить Улле, разрушая шанс Шакала. Он сбегает, но вынужден убить Расмуса в процессе.                                                                                            |            |                    |                 |                 |                 |               |
| 8 | 8          | «Восьмой эпизод»   | Пол Вильшурст   | Ронан Беннетт   | 28 ноября 2024  | н/д           |
| Второй убийца оказывается частью службы безопасности Улле, которая не доверяла Улле. Заговорщики и Улле изо всех сил пытаются сохранить свои планы после покушения. Бьянка возвращается к теории Александра Даггана. Кирби лоббирует министра иностранных дел Джереми Уайтлока, чтобы тот рассекретил армейское досье Даггана. Нурия видит выпуск новостей с изображением фоторобота Шакала и звонит ему, понимая, что он убийца. Бьянка навещает Ларри в тюрьме, но он совершает самоубийство у нее на глазах. Хэлкроу задерживают по подозрению в том, что он был кротом. В воспоминаниях Шакал, который, как выяснилось, является Дагганом, является снайпером в отряде, арестовывающем и устраняющем лидеров Талибана в Афганистане. Александр и его наводчик Гэри отправляются на Кипр, чтобы совершить внештатное убийство на контролируемой британцами военной базе в Акротири. Операция по аресту высокопоставленного лидера Талибана идет наперекосяк, когда отряд Даггана устраивает резню на свадьбе и скрывает это. Испытывая отвращение к их военным преступлениям, Дагган убивает отряд с помощью автомобильной бомбы, за исключением Гэри, и инсценирует его смерть. |            |                    |                 |                 |                 |               |
| 9 | 9          | «Девятый эпизод»   | Ану Менон       | Ронан Беннетт   | 5 декабря 2024  | н/д           |
| 10 | 10         | «Десятый эпизод»   | Ану Менон       | Ронан Беннетт   | 12 декабря 2024 | н/д           |

## Отзывы и оценки
На сайте Rotten Tomatoes фильм имеет рейтинг 85 % основанный на 52 отзывах, со средней оценкой 7.6/10. На Metacritic средневзвешенная оценка составляет 72 из 100 на основе 28 рецензий.